# Hermann Knackfuß

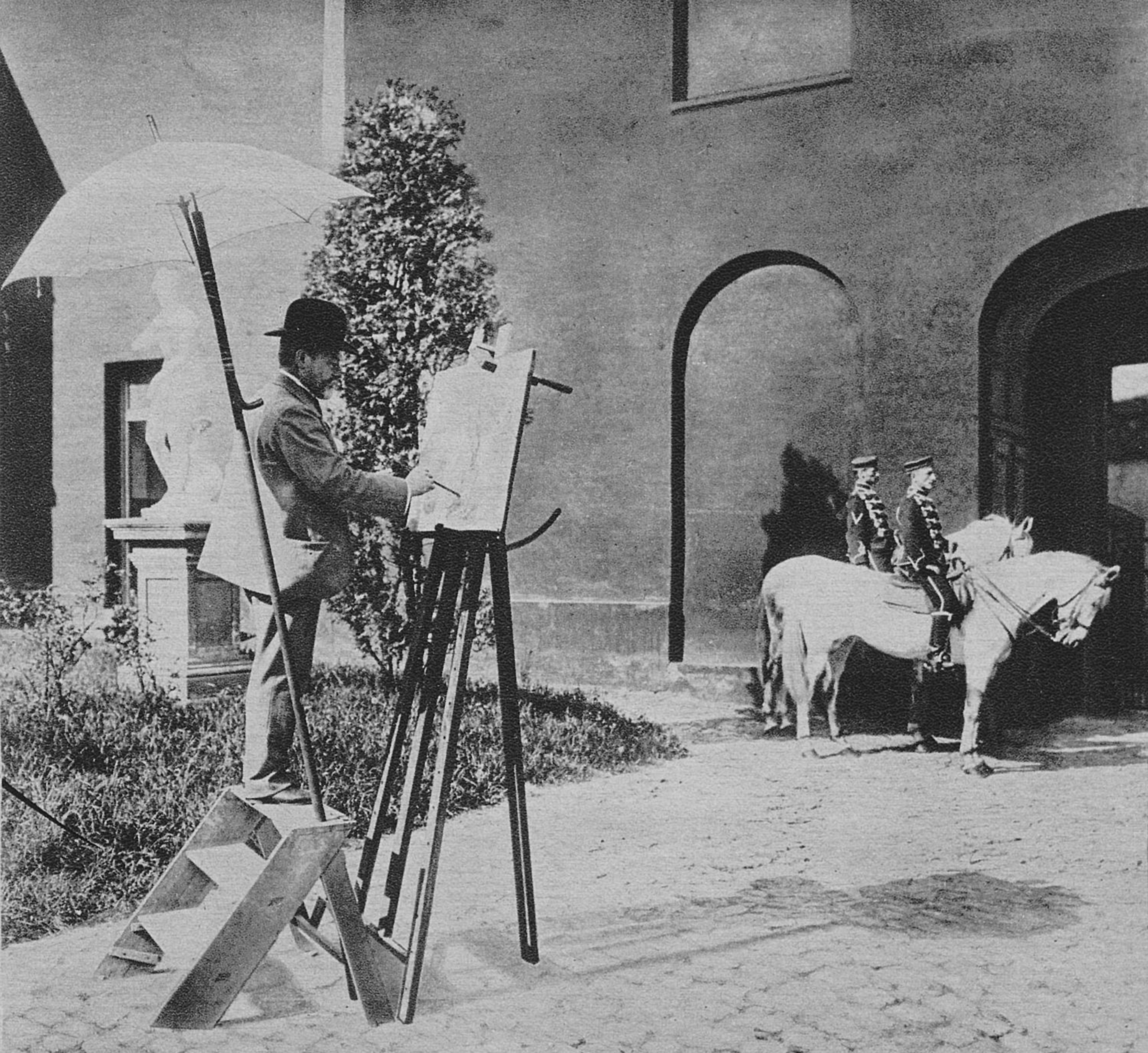
Professor Hermann Knackfuß, Foto Gebrüder Haeckel

Hermann Joseph Wilhelm Knackfuß (* 11. August 1848 in Wissen an der Sieg; † 17. Mai 1915 in Kassel) war Akademielehrer, Kunstschriftsteller, Illustrator und Maler von Historien und Porträts.

## Herkunft
Sein Großvater war der preußische Generalmajor Friedrich Ludwig Karl Knackfuß (1772–1842). Seine Eltern waren der Rentmeister von Burg Eltz Eduard Knackfuß (1823–1893) und dessen Ehefrau Bernhardine von Martial (1823–1883). Seine Brüder waren der Bauforscher Hubert Knackfuß und der römisch-katholische Theologe und Maler Eduard Heinrich Knackfuss.

## Leben

Überreichung der Pandekten an Kaiser Justinian, Entwurf für ein Wandgemälde im Gerichtsgebäude in Kassel

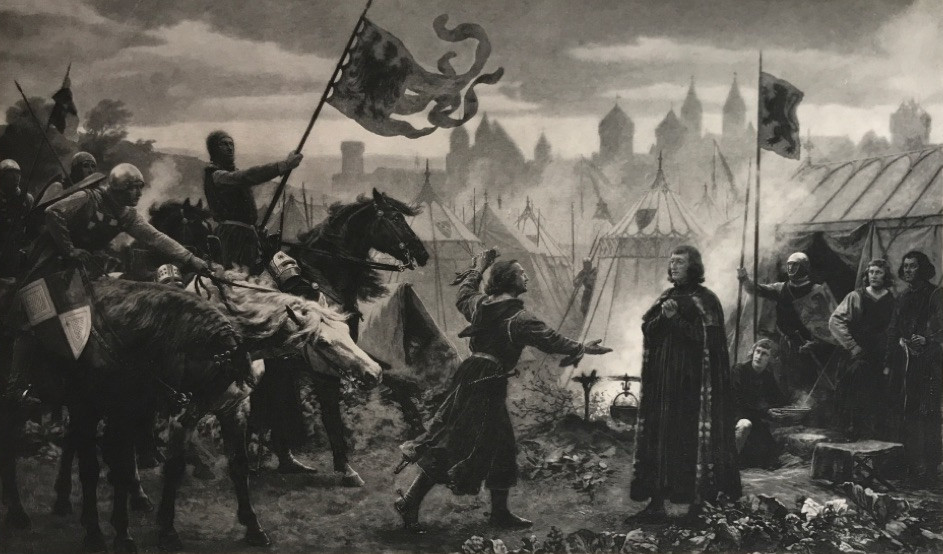
Friedrich III., Burggraf von Nürnberg, überbringt im Jahr 1273 Rudolf von Habsburg die Nachricht von dessen Wahl zum König (1891)

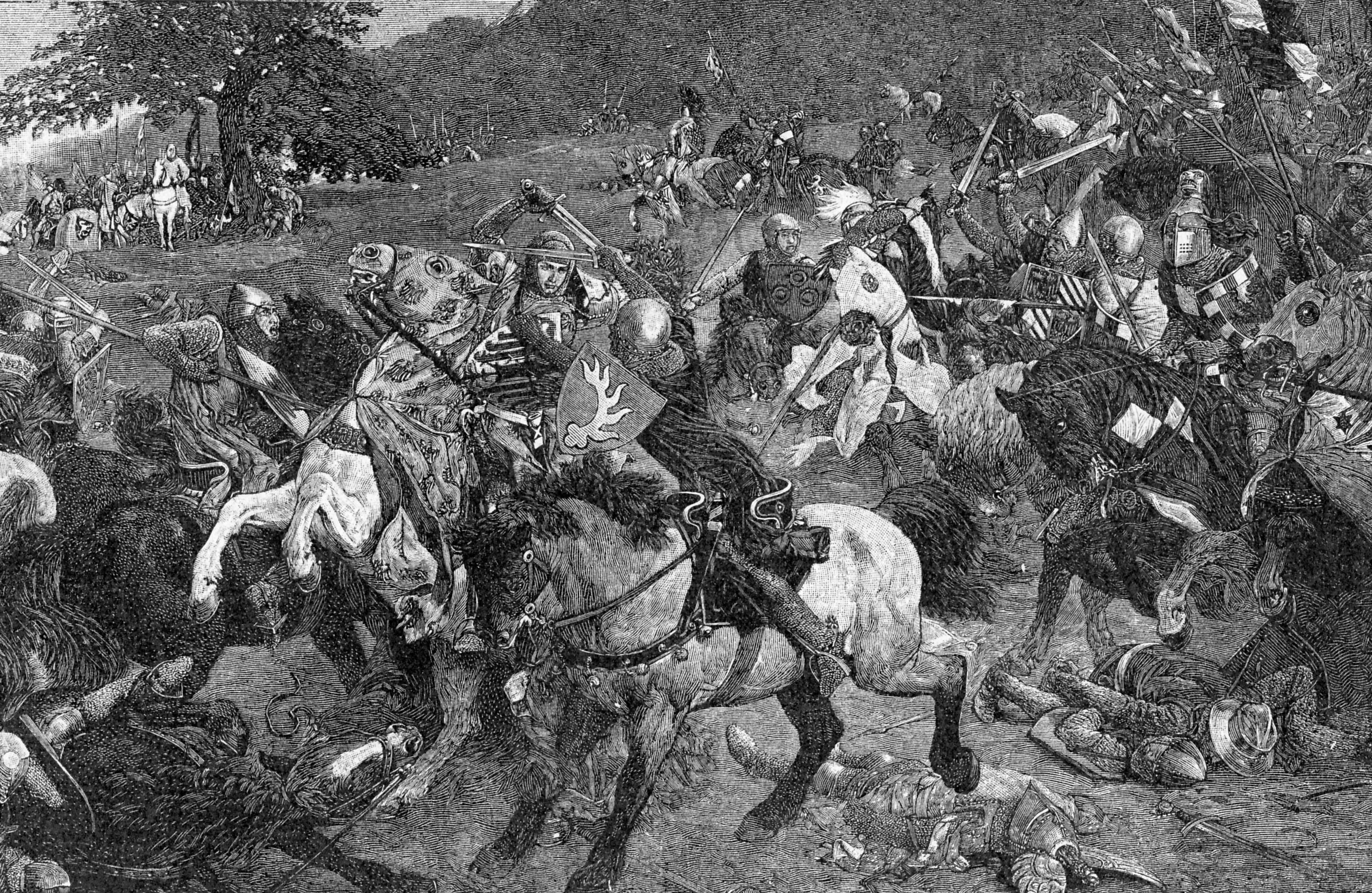
Die Gefangennahme Friedrichs des Schönen in der Schlacht bei Mühldorf (1883)

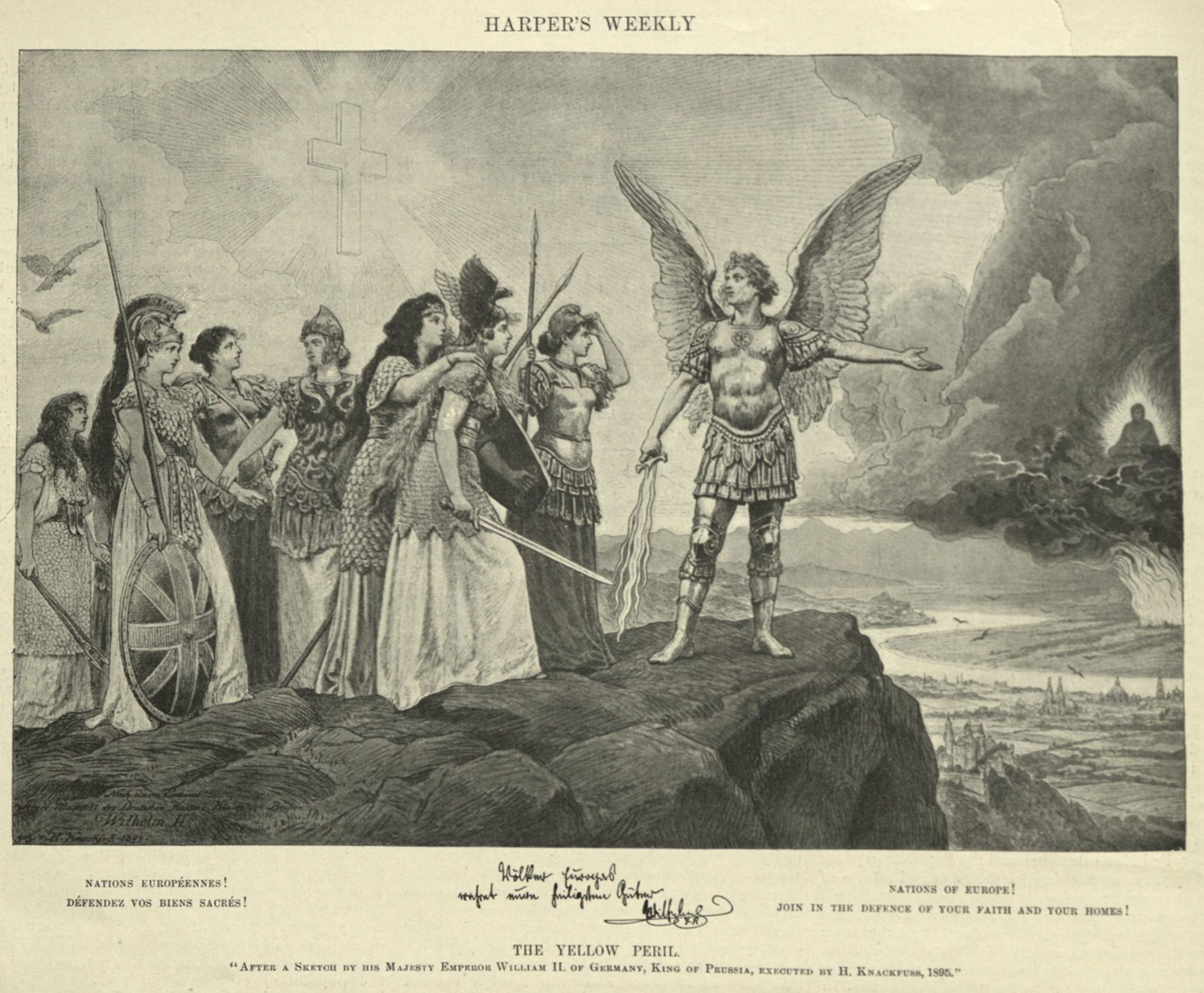
Völker Europas, wahrt eure heiligsten Güter

Knackfuß studierte von 1869 bis 1874 an der Düsseldorfer Kunstakademie und wurde Mitglied im Künstlerverein Malkasten. Er war Schüler von Eduard Bendemann, Julius Roeting und Eduard von Gebhardt. Als Freiwilliger nahm er 1870 am Deutsch-Französischen Krieg teil. Illustrationen zum Kriegsverlauf erschienen ab 1870 in der Zeitschrift Die Gartenlaube. Er arbeitete danach für viele weitere Zeitschriften. 1874 erhielt er für zwei Historienbilder (Eine byzantinische Gesandtschaft überreicht der Gemahlin Attilas Geschenke, Odysseus und die Sirenen) den Großen Staatspreis nebst Stipendium für einen Aufenthalt in Rom von 1875 bis 1878. In Rom heiratete Knackfuß im Jahre 1878 Angela Imhof (1858–1940), Tochter des Bildhauers Heinrich Max Imhof. 1880 wurde er an die Kasseler Akademie berufen. Zunächst war er Lehrer für Anatomie, ab 1890 auch für Kunstgeschichte.
Knackfuß schuf zahlreiche Historiengemälde und Entwürfe zu Deckengemälden von öffentlichen Gebäuden, die insbesondere Ereignisse der Geschichte Preußens zum Thema hatten. Beispielsweise stammen Fresken in der Eingangshalle des Hauptbahnhofs Straßburg von ihm. Zunächst zeichneten sich seine Gemälde durch einen teilweise pedantisch wirkenden Realismus vor allem der kostümgeschichtlichen Details aus. Ab etwa 1890 nutzte er für seine Historiengemälde mehr und mehr die maltechnischen Errungenschaften des Impressionismus. Außerdem war er ein gesuchter Porträtist des preußischen Adels.
1895 übertrug ihm Kaiser Wilhelm II. die Ausarbeitung seiner allegorischen Zeichnungen Völker Europas, wahrt eure heiligsten Güter und Niemand zuliebe, niemand zuleide. Er unternahm weite Reisen unter anderem nach Griechenland, Spanien, Italien, Kleinasien, Ägypten und begleitete mit vielen anderen 1898 Kaiser Wilhelm II. nach Palästina. Als Wachsoldat verstarb er an der Typhusepidemie im Kriegsgefangenenlager Niederzwehren in Kassel.
Als Vertreter der akademischen Historienmalerei und Illustrator der preußischen Geschichte ist sein Werk nach 1945 weitgehend in Vergessenheit geraten, zumal viele seiner Gemälde während des Krieges oder auch danach zerstört wurden. Er ist oft nur noch als Verfasser zahlreicher Künstlerbiographien bekannt. So veröffentlichte er im Verlag Velhagen und Klasing Künstler-Monographien u. a. über Michelangelo, Raffael, Tizian, Velasquez, Murillo, Rubens, van Dyck, Rembrandt, Frans Hals, Holbein der Ältere, Holbein der Jüngere und Albrecht Dürer sowie eine Allgemeine Kunstgeschichte und eine Deutsche Kunstgeschichte.

## Werke in Museen
- Alte Nationalgalerie Berlin: Überreichung der Pandekten an Kaiser Justinian, Entwurf für das Wandgemälde im Treppenhaus des Gerichtsgebäudes in Kassel.[4]
- Deutsches Historisches Museum Berlin: Prinz Leopold von Anhalt-Dessau (1676–1747) in der Schlacht bei Turin am 7. September 1706. Entwurf für das durch Bomben im Zweiten Weltkrieg zerstörte Wandgemälde im Zeughaus von 1884.[5]
- Stadtmuseum Kassel: Der Triumphzug der Frau Holle, Entwurf für das 1943 zerstörte Deckengemälde im Rathaus der Stadt Kassel.[6]
- Dreizehn weitere Werke in der Neuen Galerie Kassel (Hessen Kassel Heritage)[7]

## Schriften (Auswahl)
- Allgemeine Kunstgeschichte. Velhagen und Klasing, 3 Bände, ab 1897, Band 1 (archive.org).
- Deutsche Kunstgeschichte. Velhagen und Klasing, 2 Bände, 1888, Band 1 (archive.org), Band 2 (archive.org).